# Michael Kamen
Michael Arnold Kamen, född 15 april 1948 i New York, död 18 november 2003 i London, var en amerikansk kompositör och dirigent, en av de mest framträdande filmmusik-kompositörerna under 1980- och 1990-talen.

## Biografi
Kamen komponerade musiken till bortåt 100 filmer och TV-serier, bland annat Terry Gilliams Brazil, Dödligt vapen-filmerna, Die Hard-filmerna, James Bond-filmen Tid för hämnd, Robin Hood: Prince of Thieves, Band of Brothers och De tre musketörerna. 
Han gjorde orkesterarrangemang åt flera kända musiker och grupper, bland andra Buckethead, Pink Floyd, Eric Clapton, Queensrÿche, Metallica och David Bowie.
Kamen fick 1997 diagnosen multipel skleros och avled den 18 november 2003 i London, Storbritannien i en hjärtattack.

## Filmografi (urval)
- 1982 – The Wall
- 1983 – Dead Zone
- 1985 – Brazil
- 1986 – Highlander
- 1987 – Dödligt vapen
- 1987 – En natt på stan
- 1987 – I skuggan av ett brott
- 1988 – Baron Münchausens äventyr
- 1988 – Die Hard
- 1988 – Robinson Kruse
- 1989 – Dödligt vapen 2
- 1989 – Road House
- 1989 – Tid för hämnd
- 1990 – Die Hard 2
- 1991 – Bara bekymmer
- 1991 – Den siste scouten
- 1991 – Höken är lös
- 1991 – Robin Hood: Prince of Thieves
- 1992 – Dödligt vapen 3
- 1992 – I örnens klor
- 1993 – De tre musketörerna
- 1993 – Den siste actionhjälten
- 1993 – Ursäkta, var är arvet?
- 1993 – X-Men (TV-serie)
- 1995 – Circle of Friends
- 1995 – Die Hard - Hämningslöst
- 1995 – Don Juan DeMarco
- 1996 – Jack
- 1996 – 101 dalmatiner
- 1997 – Event Horizon
- 1998 – Drömmarnas värld
- 1998 – Dödligt vapen 4
- 1998 – Från jorden till månen (TV-serie)
- 1999 – Järnjätten
- 2000 – Frequency
- 2000 – X-Men
- 2001 – Band of Brothers (TV-serie)
- 2003 – Open Range
- 2004 – First Daughter